# 四方日本寻常高等小学校
36°06′25.2″N 120°20′48.5″E / 36.107000°N 120.346806°E
四方日本寻常高等小学校为青岛市存在于1918年至1945年的一所日侨寻常高等小学校，其旧址位于中国山东省青岛市市北区杭州路41号，约建于1918年，现为市北区不可移动文物。

## 历史
1918年10月，青岛第一寻常高等小学校四方分教场设立，校址位于今杭州路41号，校舍约同时期建造。该校专门招收四方一带的日侨子女入学，可能多为四方机厂、大康纱厂、内外棉纱厂等工厂的日本管理人员子女。1923年9月，日本第一寻常小学四方分教场改为四方日本寻常高等小学校。1939年曾扩建一座教学楼。1941年根据日本国民学校令改为四方日本国民学校。
1945年8月日本投降后，学校解散。1946年，中国全国工业协会青岛分会（理事长为冀鲁针厂老板尹致中）在四方日本小学旧址设立青岛高级工业职业学校，尹致中兼任校长，副校长为工业协会秘书、民盟地下组织领导人陈仰之；该校设机械、化工、纺织3科，学制均为3年，招收初中毕业生，另设特别班（预科），1年毕业；1949年有教职员36人，学生220人。1949年7月3日，由青岛市军管会生产部接管。1949年底，青岛高级工业职业学校迁往烟台，后并入山东省工业专科学校（一说1949年8月作为山东工专青岛分校迁往黄台路青岛日本高等女学校旧址，1950年8月迁往济南）。1951年秋，四方日本小学旧址教学楼南侧部分改为四方纺织工人俱乐部（后改称四方区工人俱乐部），北侧部分改为四方区干部职工业余学校（四方职工夜校）。1952年，平安路第二小学在四方日本小学旧址东侧的操场等地段建立。
1980年代，四方区工人俱乐部临杭州路部分建筑拆除改建新楼，四方职工夜校拆除改建为四方区教体局职工宿舍。四方日本小学旧址仅存的唯一一栋建筑曾为四方区工人俱乐部影剧院，1980年代后曾先后为四方区图书馆、四方区党校所使用。2000年代时为四方区招生考试委员会办公室所在地。现为青岛市公安局市北分局平安路派出所所在地。该建筑现已列入市北区未定级不可移动文物名单。

## 图集
- 四方日本寻常高等校小学旧影
- 四方纺织工人俱乐部
- 四方日本小学旧址北立面，2018年8月
- 四方日本小学旧址南立面